# Salvatore Licitra
Salvatore Licitra est un chanteur d'opéra italien né le 10 août 1968 à Berne, en Suisse, mort le 5 septembre 2011 à Catane, en Sicile (Italie).

## Biographie
Salvatore Licitra a une voix de ténor. Né de parents siciliens, il grandit dans la ville de Milan. Il étudie ensuite, à partir de l'âge de 19 ans, à l'Académie Musicale de Parme. Puis, après neuf ans de travail dans cette académie, il suit l'enseignement de Carlo Bergonzi à Busseto. C'est dans ce cadre qu'il fait ses débuts à Parme en 1998 dans Un bal masqué de Giuseppe Verdi.
Sa carrière explose véritablement lorsqu'en 1999, il est repéré par le chef d'orchestre et directeur musical de la Scala de Milan Riccardo Muti. Il enchaîne alors des premiers rôles sur la scène milanaise, dans La Force du destin, Tosca ou encore Le Trouvère. Le succès international est arrivé en 2002 lorsqu’il a été appelé à remplacer le célèbre Luciano Pavarotti au Metropolitan Opera de New York dans le rôle de Caravadossi dans la Tosca.
Depuis, il a chanté sur les plus grandes scènes d'opéra, de Vienne à Milan et Paris, en passant par New York où il est très régulièrement invité. Il a chanté, entre autres, sous la direction de Riccardo Muti à la Scala de Milan. De même, il chantera plusieurs chansons à Rome aux côtés de Marcelo Álvarez.

## Mort
Le 27 août 2011, Salvatore Licitra est grièvement blessé dans un accident de la route en Vespa dans la région de Raguse, dans le sud de la Sicile. Il est victime d’importants traumatismes au crâne, au visage et à la cage thoracique. Il meurt le 5 septembre suivant, des suites de ses blessures.
Salvatore Licitra devait recevoir un prix à Raguse le 3 septembre 2011.

## Sources et références
1. ↑  « Italie: le ténor Licitra blessé », sur LEFIGARO, 28 août 2011 (consulté le 2 novembre 2022).
2. ↑  Dépêche AFP, « Salvatore Licitra, le « nouveau Pavarotti », est mort », sur france24.fr, 6 septembre 2011 (consulté le 19 septembre 2017).